# Humaljärvi (sjö i Södra Karelen)
Humaljärvi är en sjö i Finland. Den ligger i kommunen Villmanstrand i landskapet Södra Karelen, i den södra delen av landet, 190 km nordost om huvudstaden Helsingfors. Humaljärvi ligger 55,5 meter över havet. I omgivningarna runt Humaljärvi växer i huvudsak blandskog. Arean är 1,57 kvadratkilometer och strandlinjen är 13,74 kilometer lång. Sjön  ingår i Hounijokis huvudavrinningsområde. 